# جوجو (آلبوم)
| بررسی انتقادی    | بررسی انتقادی |
| منبع             | رتبه‌بندی      |
| ---------------- | ------------- |
| آل‌میوزیک         | [ ۱ ]         |
| بلندر            | 3/5 ستاره     |
| انترتینمنت ویکلی | B             |
| مجله اسلنت       | [ ۴ ]         |
| یواس‌ای تودی      | [ ۵ ]         |
| یاهو موزیک       | [ ۶ ]         |

 «جوجو» (به انگلیسی: JoJo) آلبومی از هنرمند اهل ایالات متحده آمریکا جوجو است که در ۲۲ ژوئن ۲۰۰۴ منتشر شد.

## آهنگ‌ها
- Breezy ۳:۱۵
- ۳:۱۱ Baby, It's You
- Not That Kinda Girl ۳:۲۷
- The Happy Song ۳:۵۹
- Homeboy ۳:۳۵
- City Lights ۴:۵۴
- ۴:۰۲ Leave (Get Out)
- Use My Shoulder ۳:۴۳
- Never Say Goodbye ۳:۵۱
- ۴:50 Weak
- Keep on Keepin' On ۳:۱۵
- Sunshine ۳:۰۷
- Yes or No ۳:۱۴
- Fairy Tales ۳:۴۵